# Батурин, Владислав Вячеславович
Владисла́в Вячесла́вович Бату́рин (18 января 1970, Москва, СССР) — российский футбольный комментатор и телеведущий, в прошлом — советский футболист.

## Карьера

### Игрок
С 8-ми лет начал играть в футбол за ЦСКА. Затем оказался в «Динамо». Стал выпускником динамовской спортивной школы. Играл вратарём в команде «Динамо-2» под руководством Олега Долматова. Одно время боролся за место в воротах с Сергеем Овчинниковым. Затем выступал во второй лиге за вологодское «Динамо». После этого играл за «Динамо» (Самарканд). Потом из-за проблем с коленом закончил с профессиональным спортом.

### Комментатор
После окончания футбольной карьеры занимался коммерцией. Но однажды жена показала Батурину газету «Спорт-Экспресс», где была опубликована заметка о проведении конкурса телеканалом НТВ на должность спортивного комментатора. Владислав послал кассету с комментариями к матчу «Алания» — «Спартак». Как-то домой Батурину позвонили с НТВ, он приехал в «Останкино» и откомментировал часть матча Россия — Чехия. С 1996 по 2015 год работал на телеканалах НТВ, «НТВ-Плюс Спорт» и «НТВ-Плюс Футбол», в основном комментируя Российскую и Английскую Премьер-лиги. Провёл один выпуск программы «Футбольный клуб» с Василием Уткиным и Георгием Черданцевым. В поздние годы также участвовал в программах «Постскриптум», «Футбольная экспертиза», «Наш футбол на НТВ» и «90 минут Плюс».
С 2006 по 2018 год являлся ведущим программы «Свисток» на канале «Наш футбол». Программа была посвящена вопросам судейства в российском чемпионате, разбору спорных моментов. Она была закрыта после изменения руководства телеканала. Кроме того, Владислав комментирует пляжный футбол.
С июня по июль 2014 года на период Чемпионата мира в Бразилии, ввиду отсутствия у «НТВ-Плюс» прав на показ матчей турнира, сотрудничал с радиостанцией «Коммерсантъ FM» как футбольный эксперт.
С ноября 2015 года работал комментатором футбола на телеканале «Матч ТВ». В январе 2016 года вместе с ещё рядом спортивных комментаторов и тележурналистов был выведен из штата телеканала и переведён на гонорарную основу.
Сейчас работает комментатором на матчах Первой и Второй лиг.

### Репортажи
В 2001 году на основном канале НТВ комментировал матч группового этапа Лиги чемпионов «Депортиво» — «Арсенал», закончившийся победой испанского клуба со счётом 3:0. В 2003 году от кромки поля вёл игру «Локомотив» — «Арсенал».